# Budj Bim Nationalpark
Budj Bim Nationalpark, tidligere kendt som Mount Eccles Nationalpark, er en nationalpark beliggende i det vestlige distrikt Victoria, Australien . Nationalparken har et areal på 5.470 hektar ligger 270 kilometer vest for Melbourne og cirka 15 kilometer sydvest for Macarthur. Det stammer sit navn fra vulkanen Budj Bim, tidligere Mount Eccles, som ligger i den nordøstlige del af parken.
Parken udgør nu en del af de større Budj Bim verdensarvsområder af både national og verdensmæssig betydning på grund af de omfattende akvakultursystemer, der blev skabt af aboriginerne i Australien for tusinder af år siden og områdets betydning for Gunditjmara-folket .
Budj Bim ligger i nationalparken, er stedet for en af de seneste aktive vulkaner i Australien. Den første aktivitet var omkring 40.000 år siden, og det seneste udbrud var cirka 8.000 år siden. Budj Bim er en ret lille bakke omgivet af frodig vegetation med en lille, skjult, dyb vulkansk kratersø navn Lake Surprise. Det er berømt for en tilstødende lavatunnel. 

## Beskyttede områder
Parken blev tilføjet til den australske nationalarvsliste i 2004 som en del af Budj Bim National Heritage Landscape for dens betydning i den oprindelige historie og dens geologi.
Parken blev som en af tre komponenter i Budj Bim kulturlandskab, føjet til UNESCOs verdensarvsliste den 6. juli 2019.